# Дмитрієвський (Новосибірська область)
Дмитрієвський (рос. Дмитриевский) — селище у Куйбишевському районі Новосибірської області Російської Федерації.
Входить до складу муніципального утворення Осиновська сільрада. Населення становить 71 особа (2010).

## Історія
Згідно із законом від 2 червня 2004 року органом місцевого самоврядування є Осиновська сільрада.

## Населення
| 1926 | 2002 | 2007 | 2010 |
| ---- | ---- | ---- | ---- |
| 278  | ↘106 | ↘101 | ↘71  |